# IW Возничего
IW Возничего (лат. IW Aurigae) — одиночная переменная звезда в созвездии Возничего на расстоянии (вычисленном из значения параллакса) приблизительно 31362 световых лет (около 9615 парсеков) от Солнца. Видимая звёздная величина звезды — от +16m до +14,8m.

## Характеристики
IW Возничего — оранжевая пульсирующая переменная звезда, классическая цефеида (DCEP) спектрального класса K. Эффективная температура — около 3667 К.